# Vlag van Attert
De vlag van Attert is op 29 april 1994 bij raadsbesluit vastgesteld als de vlag van de gemeente Attert in de Belgische provincie Luxemburg. De vlag kan als volgt worden beschreven:
Wit met golvende baan van blauw vergezeld van vijf klavers van sinopel, drie boven en twee beneden.
De vlag werd pas op 6 oktober 1994 bevestigd door de Franse Gemeenschapsregering. De vlag is volledig gebaseerd op het gemeentewapen en symboliseert de vallei van Attert en de vijf voormalige gemeenten waaruit Attert bestaat.